# Peter Ording
Peter Ording (Stade, 22 de diciembre de 1976) es un deportista alemán que compitió en remo. Ganó dos medallas en el Campeonato Mundial de Remo, en los años 2003 y 2004, ambas en la prueba de scull individual ligero.

## Palmarés internacional
| Campeonato Mundial | Campeonato Mundial | Campeonato Mundial | Campeonato Mundial      |
| Año                | Lugar              | Medalla            | Prueba                  |
| ------------------ | ------------------ | ------------------ | ----------------------- |
| 2003               | Milán (Italia)     | Medalla de bronce  | Scull individual ligero |
| 2004               | Bañolas (España)   | Medalla de oro     | Scull individual ligero |